# Дхавалагири
Дхавалагири е една от 14-те зони на Непал. Зоната е с население от 556 191 жители (2001 г.), а площта ѝ е 8148 кв. км. Дхавалагири е разделена административно на 4 области. Намира се в часова зона UTC+5:45.